# Anomochilus weberi
Anomochilus weberi е вид влечуго от семейство Anomochilidae.

## Разпространение
Видът е разпространен в Индонезия (Калимантан и Суматра).